# Souk Es Sabbaghine (Sfax)
Pour les articles homonymes, voir Souk Es Sabbaghine.

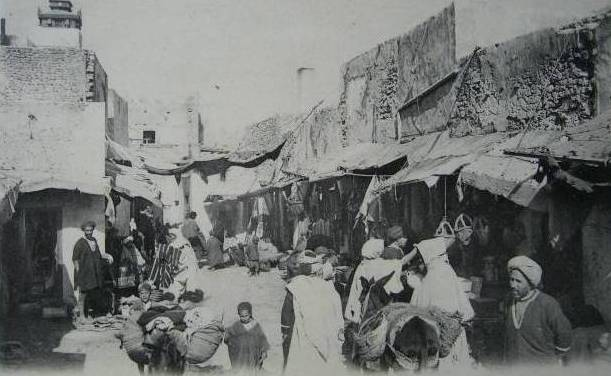
Carte postale ancienne montrant le souk Es Sabbaghine

Le souk Es Sabbaghine (arabe : سوق الصباغين soit « souk des teinturiers ») est l’un des souks de la médina de Sfax.

## Étymologie
Au début, le souk Es Sabbaghine tire son nom de l’activité qu’on y exerce, la teinture. De nos jours, il est communément appelé souk Sidi Bou Chouaïcha du nom d’une mosquée qui se trouve à son entrée.

## Localisation
Ce souk évolue sur un axe nord-sud dans le prolongement du souk Erbaa vers le souk El Haddadine et Bab Jebli. Il donne, du côté nord-ouest, sur le souk El Ghzal (appelé aussi souk Ettoôma) et du côté sud-est sur le souk El Blaghgia (appelé aussi souk El Âakba),.

## Description et spécificité
Historiquement, ce souk était composé d’un ensemble d’ateliers occupés par des teinturiers et des tanneurs. Pour la teinture, on y traitait la laine, le coton et la soie produits au souk El Ghzal. Pour la tannerie, on y prépare de la peau et du cuir pour les cordonniers du souk El Bleghjiya. Actuellement, le souk change de vocation : les activités de teinture et de tannage migrent à l’extérieur de la médina au profit des marchands de fruits et légumes.